# Грађански рат у Нигерији
Грађански рат у Нигерији био је рат између владе Нигерије и сепаратистичког покрета Бијафре. Бијафра је представљала националистичке тежње народа Игбо, чије је руководство сматрало да више не могу да коегзистирају са северно доминираном савезном владом. Сукоб је проистекао из политичких, економских, етничких, културних и верских тензија које су претходиле британској формалној деколонизацији Нигерије од 1960. до 1963. Непосредни узроци рата 1966. године укључују етно-верско насиље и анти-игбо погроме у Северној Нигерији, војни пуч, противудар и прогон Игба који су живели у Северној Нигерији. Контрола над уносном производњом нафте у делти Нигера такође је имала виталну стратешку улогу.
У овом рату је влада Нигерија имала већу и боље опремљенију војску од свог противника, те је стога успела да изађе као победник, после две и по године сукоба. На страни Бијафре борио се и одређен број плаћеника из Европе.

### Слике
- Map of Nigerian Civil War
- Photos from Civil War and related events hosted by Federation of the Free States of Africa
- "Biafra", Iconic Photos blog, 3 December 2010

### Видео
- Nigerian-Biafran War Full Video (Raw War Footage) by Initiative Reports
- Daily Life in Biafra (& part 2), Nigerian History Channel
- BBC documentary on Nigerian Civil War
- Biafra documentary on YouTube, part 1 and part 2.
- Speech by President Ojukwu
- Surrender ceremony, January 1970.
- Major General Gowon comments after the war has concluded

### Списи
- "Britain and Biafra: the Case for Genocide Examined" – by Auberon Waugh in the Spectator (UK), December 1968.
- "Biafra: A People Betrayed" – by Kurt Vonnegut in Wampeters, Foma and Granfalloons, 1974
- Philip Effiong II Website Архивирано на веб-сајту  (10. децембар 2019) – Writings and links from son of Major General Philip Effiong

### Војни аспекти
- The Nigerian Civil War: Causes, Strategies, And Lessons Learnt
- Short history and assessment of the MFI-9B "MiniCOIN" in Biafran air force service
- Nicknames, Slogans, Local and Operational Names Associated with the Nigerian Civil War
- Quick Kill in Slow Motion: The Nigerian Civil War
- A view of blunders in the Nigerian strategy
- The Nigerian Civil War: Causes, Strategies, And Lessons Learnt Архивирано на веб-сајту  (2. септембар 2018)
- Nigeria. Soldiers As Policymakers (1960s-1970s)
- How France armed Biafra's bid to break from Nigeria by Michel Arseneault